# Bo Skovhus

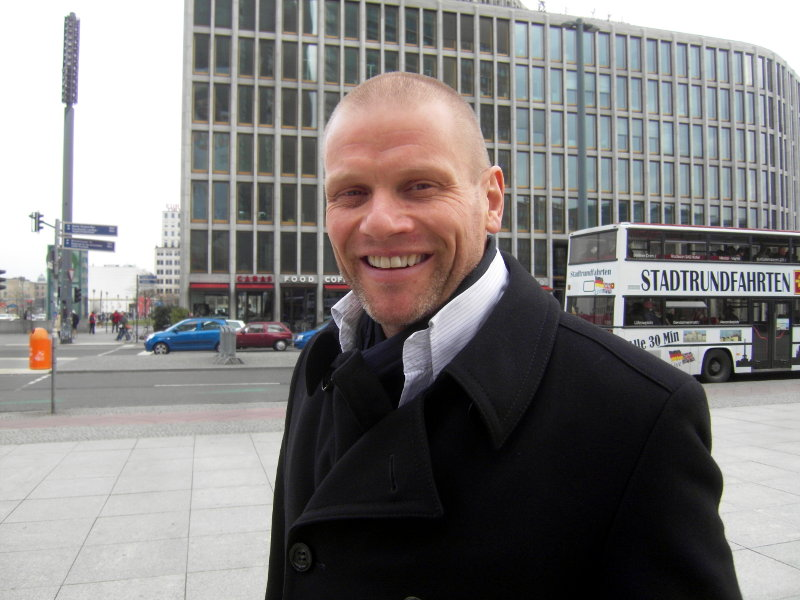

Bo Skovhus o Boje Skovhus (Ikast, Dinamarca, 22 de mayo de 1962) es un barítono danés.
Estudió en el Music College de Aarhus y en la Royal Academy for Opera de Copenhague.
Se destaca en roles mozartianos como Don Giovanni, Guglielmo y el Conde en Las bodas de Fígaro. Asimismo como Wozzeck, Conde Danilo, Billy Budd de Britten, Eugene Onegin, Wolfram, Eisenstein, Kurwenal y Hamlet de Ambroise Thomas.
Canta a menudo en la Wiener Staatsoper, en la Volksoper, Festival de Salzburgo, Glyndebourne, la Deutsche Oper Berlin, Hamburgo, Múnich, San Francisco, La Scala y en el Metropolitan Opera de New York.
Como recitalista ha actuado en Bad Kissingen, Edimburgo, Kilkenny, Verbier, Bergen, Ravinia, Tanglewood, Schubertiade Feldkirch, Salzburgo, Londres, Hamburgo, Estocolmo, Bruselas, Berlín, Fráncfort, Stuttgart, Graz, París, Basilea, Copenhague, Tokio, Osaka, Nagoya, Ámsterdam, Lisboa, Madrid, Washington, Chicago y San Francisco.
Ha grabado la versión para barítono de Das Lied von der Erde de Mahler junto con Plácido Domingo.

## Discografía de referencia
- Beethoven: Fidelio / Nikolaus Harnoncourt
- Berg: Wozzeck / Metzmacher
- Blackford: Mirror Of Perfection / Blackford
- Brahms: Ein Deutsches Requiem / Albrecht
- Britten: Billy Budd / Donald Runnicles
- Hugo Wolf: Italienisches Liederbuch / Isokoski, Skovhus
- Klenau: Die Weise Von Liebe Und Tod / Mann
- Korngold: Die Tote Stadt / Runnicles, Salzburg Festival
- Korngold, Wolf: Eichendorff Lieder / Skovhus, Deutsch
- Lehár: Der Graf Von Luxemburg / Banse
- Lehár: Die Lustige Witwe / Gardiner
- Lehár: The Merry Widow / Kenny
- Lortzing: Der Waffenschmied / Hager
- Mahler: Das Lied Von Der Erde / Esa-Pekka Salonen
- Mozart: Così Fan Tutte / Riccardo Muti
- Mozart: Don Giovanni / Halasz,
- Mozart: Don Giovanni / Charles Mackerras
- Mozart: Le Nozze Di Figaro / Claudio Abbado
- Mozart: Le Nozze Di Figaro / Harnoncourt
- Orff: Carmina Burana / Zubin Mehta
- Schubert: Die Schöne Müllerin / Helmut Deutsch
- Schubert: Schwanengesang / Deutsch
- Songs by the Sea - A Scandinavian Journey / Skovhus, Schonwandt, Danish NSO
- Spohr: Faust / Arp
- Verdi: Don Carlos / De Billy
- Wagner: Tristan und Isolde / Belohlávek
- Weber: Oberon / Janowski